# Jaworzyński Potok
Jaworzyński Potok (niem. Kleiner Ahornbach, słow. Malá Javorinka, węg. Kis-Jávor-patak) – potok płynący doliną Jaworzynka Bielska w słowackich Tatrach Bielskich. Jest prawym dopływem Bielskiego Potoku. 
Wypływa w żlebie opadającym na północ spod Turni nad Jaworzynką i spływa w kierunku północnym z odchyleniem na wschód (NNE). Przepływa przez Pławisko i na wysokości około 880 m uchodzi do Bielskiego Potoku jako jego prawy dopływ. Jaworzyński Potok przecina Bielska Droga pod Reglami oraz leśna droga z Mąkowej Polany na Przełęcz pod Koszarzyskiem. Cała zlewnia potoku znajduje się na obszarze Tatrzańskiego Parku Narodowego, a jej górna część dodatkowo na obszarze ochrony ścisłej.